# Petaluma
Petaluma je město ve Spojených státech amerických. Nachází se v okrese Sonoma County ve státě Kalifornie, a to konkrétně v San Francisco Bay Area (v části North Bay). Ve městě žije přibližně 60 tisíc obyvatel a jeho rozloha činí 37,5 km². Město bylo založeno 12. dubna 1858 a svůj název nese po Miwokijské vesnici zvané Péta Lúuma, která se nacházela na břehu řeky Petaluma. Za zakladatele města je považován Mariano Guadalupe Vallejo. Své sídlo zde má společnost Mesa Boogie.

## Rodáci
- Piper Ferguson (* 20. století) – americká fotografka
- Nicole Mannová (* 1977) – americká pilotka a astronautka
- Pauline Kaelová (1919–2001) – americká filmová publicistka